# 真野步
真野步（日语：／ Mano Ayumi，1996年4月24日—），日本女性配音員。出身於埼玉縣。Stay Luck所屬。身高150cm。

## 來歷
2014年所屬於SPELL BOUND。2015年成為Stay Luck的學生，2016年起目前預留Stay Luck。
國中時期是排球社所屬。但高中時由於身高原因而退出，因此曾經上過舞蹈學校。
2016年首次在電視動畫出演作品是《魔奇少年 辛巴達的冒險》。

## 人物
小時候經常看《美少女戰士》，喜歡的角色是水野亞美。曾經夢想自己可以使用魔法在天上飛翔，卻遭到別人的嘲笑，之後在朋友的推薦下觀看了《涼宮春日的憂鬱》，被其中脫離現實的有趣故事所吸引，因此想要融入這樣的世界中而開始以聲優為目標。
興趣、特長：美髮、手指舞蹈。

## 演出作品
※粗體字表示說明飾演的主要角色。

### 電視動畫
2016年
- 早上好！咕咕媽媽（Piyo／Pifu）
- 少年阿貝GO！GO！小芝麻（麻由美）
- 魔奇少年 辛巴達的冒險（女孩子A）
- B-PROJECT ～鼓動＊Ambitious～（粉絲A、女孩子B）
- 卡片鬥爭!! 先導者G NEXT（2016～2017，女孩子C、廣播）

2017年
- ALL OUT!!（女學生）
- 水嫩小嘰!!（阿拉、小孩、喬君妹妹、斯、沙漠鳥）
- 銀之守墓人（2017～2018，女學生B、指南聲音、女子B、正式聲音、女玩家B）2系列
- Fate/Apocrypha（人造人）
- 徒然喜歡你（松浦彩音）
- 黑色五葉草（2017～2020，荷羅、凱、碧之野薔薇團團員、少女、卡蓮·拉匹絲 等）

2018年
- DAME×PRINCE ANIME CARAVAN（侍女B）
- Fate/EXTRA Last Encore（女學生）
- 最終休止符 -無止境的螺旋物語-（伊娃撒兒）
- 蠟筆小新（園童E）
- Lostorage conflated WIXOSS（女國中生、少女、女學生）
- 飛龍女孩（五稜桃）
- 少女☆歌劇Revue Starlight（劍崎真琴、吉永明里、同學）
- Happy Sugar Life（打工女子）
- 後街女孩（中村結衣）
- 行星與共（女高中生）
- 我喜歡的妹妹不是妹妹（江坂）
- 我家的女僕有夠煩！（女子、女性記者、主婦、鵜飼綠的母親、母親）
- 叛逆性百萬亞瑟王（2018～2019，女學生、卡茲）

2019年
- 不吉波普不笑（女學生）
- 約會大作戰III（七罪）
- 家有女友（小組女子A）
- 一拳超人（女性市民A、女性市民B、少年餓狼、善良少年）
- 卡片鬥爭!! 先導者 (2018年版)（光之劍士衝擊波刺劍、接待小姐A、黑玉研究者 塞西爾）2系列
- 在地下城尋求邂逅是否搞錯了什麼II（卡珊德拉·伊利翁）
- 科學一方通行（菱形蛭魅、店員）
- 異世界超能魔術師（暗殺者／安娜絲塔西亞）
- 鬼滅之刃（中原澄）
- 一弦定音！（美波）
- Fate/Grand Order -絕對魔獸戰線巴比倫尼亞-（小孩）

2020年
- 淘氣貓2020：家有圓圓?! ～我家的圓圓你知道嗎～（幼年時的野貓）
- 夢夢貓（赤名楓）
- DECA-DENCE（曼蒂、Bug生化人F、伽德魯工廠職員A）

2021年
- 五等分的新娘∬（真田）
- WIXOSS DIVA(A)LIVE（玉子博士）
- 憂國的莫里亞蒂（少女B）
- 夢夢貓 Mix！（赤名楓）
- 死神少爺與黑女僕（愛麗絲）
- BLUE REFLECTION RAY/澪（皇亞未琉）
- 陰陽眼見子（鬼怪）
- 鬼滅之刃 遊郭篇（中原澄）

2022年
- 最遊記RELOAD -ZEROIN-（女、睡）
- 薔薇王的葬列（伊莎貝爾）
- 約會大作戰IV（七罪）
- 小鳥之翼（選手B）
- 在地下城尋求邂逅是否搞錯了什麼IV（卡珊德拉·伊利翁）

2023年
- Sugar Apple Fairy Tale（布莉潔·佩基）
- 鬼滅之刃 刀匠村篇（中原澄）
- 死神少爺與黑女僕（第2期）（愛麗絲）

2024年
- HIGH CARD 至高之牌（克蘿伊）
- 死神少爺與黑女僕（第3期）（愛麗絲）
- 約會大作戰V（七罪）
- 雙生戀情密不可分（櫻田可南子）
- 2.5次元的誘惑（瀧翠理）
- 沒能成為魔法師的女孩子的故事（真希·庫米爾）
- 重啟人生的千金小姐正在攻略龍帝陛下（菲莉絲）
- 魔王2099（女性C）

2025年
- 終究，與你相戀。（藤田）
- 愛有點沉重的暗黑精靈從異世界緊追不放（梅）
- 來到棒球場捕捉我吧！（山田夏乃）
- Summer Pockets
- 差點在迷宮深處被信任的夥伴殺掉，但靠著天賜技能「無限扭蛋」獲得等級9999的夥伴，我要向前隊友和世界展開復仇&「給他們好看！」（艾莉）

### OVA
- 數碼暴龍大冒險tri. 第5章「共生」（2017年）
- 修業魔女璐璐萌 完結篇（2019年，女孩子A）[注 1]

### 電影動畫
- 劇場版 Fate/stay night [Heaven's Feel] II.lost butterfly（2019年，氣象預報中心〈女〉）
- Hello WeGo！（2019年，丸）
- 巨蟲列島（2020年，被害者A）

### 網路動畫
- 非洲上班族（日语：タテアニメ）（2017年，猩猩女高中生）
- 超游世界（日语：超游世界）（2017年，桃子）

### 遊戲
2013年
- 妖精劍士f（妖聖）

2014年
- 無限路途：華（古恩·提·托蘭教官 等）

2016年
- 問答RPG 魔法使與黑貓維茲（莉亞妮、英格利特）
- 為了誰的鍊金術師（仙梅）
- 伊絲塔利亞傳說（梅茲、戈茲、阿什文）
- Heaven×Inferno（凱姆、阿斯特羅）
- 魔物娘☆後宮（奧連特、名譽偵探）

2017年
- 忍者夢魘（泰願麗姬翁）
- 蝶蝶事件 Rhapsodic

2018年
- Summer Pockets（堀田）
- 溫泉女孩 湯之花Collection（淺虫夕凪）
- 結界女王：擴張（柊嘉穗）

2019年
- Princess Connect！ Re:Dive（招待客、女學生）

2020年
- 人中之龍7 光與闇的去向（石田綾美）
- 最終休止符 -無止境的螺旋物語-（伊娃撒兒）
- 阿卡迪亞（尤妮絲、女媧）
- 潘朵拉的回音
- Summer Pockets REFLECTION BLUE（堀田）
- Big Bad Monsters（菲莉西亞）
- 約會大作戰 蓮反烏托邦（七罪）
- Fantasia Re：Build（七罪）

2021年
- 蔚藍檔案（圓堂志美子）

2022年
- 無期迷途（哈梅尔、菫）

2023年
- 魔法禁書目錄 幻想收束（菱形蛭魅）

### 廣播劇CD
- 覆面系NOISE 漫畫單行本第13冊限定版廣播劇CD（店員）
- 子魔法使（店員）
- ！！vol.2 -Cure2tronEDITION-
- （2019年，女學生）
- 溫柔脫下內褲的方法（谷內野栞）

### 外語配音
- 異國結盟（Wendy）
- 成長邊緣
- 星光殺機（Marcy〈Frida Sundemo 飾演〉、Chantelle〈Ria Zmitrowicz 飾演〉、女子廣播）

### 旁白
- 園（AbemaTV[1]）
- DT電視（日语：DTテレビ）（AbemaTV[1]）

### 廣播節目
※記號表示說明網路廣播。
- 廣播休止符 -Wiseman的秘密基地-（2018年，音泉）※[40]
- 真野！（2020年－播放中，Radiotalk（日语：Radiotalk））

## 音樂作品

### 角色歌曲
| 發行日期 | 標題                                                  | 名義                                                         | 曲名                         | 商業搭配                                            |
| 2018年   | 2018年                                                | 2018年                                                       | 2018年                       | 2018年                                              |
| -------- | ----------------------------------------------------- | ------------------------------------------------------------ | ---------------------------- | --------------------------------------------------- |
| 4月25日  | Wiseman Theme                                         | Wiseman                                                      | 「」                         | 電視動畫《最終休止符 -無止境的螺旋物語-》片尾主題曲 |
| 4月25日  | Wiseman Theme                                         | Wiseman                                                      | 「休日」 「 feat.IWAZARU？」 | 電視動畫《最終休止符 -無止境的螺旋物語-》相關歌曲   |
| 2019年   |                                                       |                                                              |                              |                                                     |
| 5月22日  | 約會大作戰III 音樂精選輯 DATE A "Unforgettable" MUSIC | 七罪（真野步）                                               | 「Bipolar emotion」          | 電視動畫《約會大作戰III》相關歌曲                   |
| 2020年   |                                                       |                                                              |                              |                                                     |
| 4月29日  | 百華繚亂 貳                                           | 厚藤四郎（長野佑紀）、謙信助宗（真野步）、獅子貞宗（中島唯） | 「刀操」                     | 遊戲《天華百劍 -斬-》相關歌曲                       |

## 腳註

## 外部連結
- Stay Luck公式官網的聲優簡介 （日語）
- 真野步的X（前Twitter） （日語）
- https://www.vip-times.co.jp/?talent_id=W19-0702 （页面存档备份，存于） （日語）－日本藝人名鑑（日语：日本タレント名鑑）